# Gabi (fotbalist)
Gabriel Fernández Arenas (n. 10 iulie 1983, Madrid, Spania), cunoscut ca Gabi, este un fotbalist spaniol retras din activitate, care a jucat pe post de mijlocaș la echipe ca Atlético Madrid, Zaragoza și Atlético Madrid B. Pe plan internațional, are prezențe la națională pentru Spania U-20⁠(d) și Spania U-21. După încheierea carierei, a devenit antrenor, și antrenează în prezent pe Real Zaragoza.

## Palmares

### Club
Atlético Madrid
- UEFA Europa League: 2011–12
- Supercupa Europei: 2012
- La Liga: 2013–14
- Copa del Rey: 2012–13
- Supercopa de España: 2014

Finalist: 2013
- UEFA Champions League

Finalist: 2013–14

### Națională
Spain U20
- Campionatul Mondial FIFA U-20

Finalist: 2003